# Ramal ferroviario Villa María-Rufino
El Ramal Villa María - Rufino pertenece al Ferrocarril General San Martín, Argentina.

## Ubicación
Se halla en las provincias de Córdoba (a través de los departamentos General San Martín, Juárez Celman y Presidente Roque Sáenz Peña) y Santa Fe (en el departamento General López).

## Características
Es un ramal secundario de la red del Ferrocarril General San Martín con una extensión de 227 km.

## Servicios
El ramal se encuentra abandonado y sin servicio. Se encuentra activa la Estación Villa María en la red del Ferrocarril General Bartolomé Mitre para servicios de pasajeros que presta la empresa estatal Trenes Argentinos Operaciones.
Por la estación Rufino transitan trenes de carga.
En el momento de su construcción era utilizado como enlace entre el Ferrocarril Central Argentino en Villa María y el Ferrocarril Buenos Aires al Pacífico en Rufino.

## Historia
El ramal fue construido por la empresa Ferrocarril Villa María a Rufino hacia el final del siglo XIX. El 25 de octubre de 1890 la empresa habilitó la sección entre Villa María y La Carlota, terminando la línea hasta Rufino el 23 de mayo de 1891.
En 1900 la empresa Ferrocarril Villa María a Rufino es absorbida por el Ferrocarril Buenos Aires al Pacífico.
La línea pasó a formar parte de la compañía estatal Ferrocarril General San Martín, cuando se nacionalizaron los ferrocarriles en 1948.